# Unigi
Unigi, també citat com a Unigeri, Onisis o Onigisis, fou un religiós hispano-visigot, bisbe d'Àvila aproximadament entre els anys 682 i 687. Amb un episcopat de poca durada, és documentat el 4 de novembre de 683, com a signant dels cànons resultants del XIII Concili de Toledo, i apareix en la posició 39a, com un dels prelats presents més novells, car només apareix davant de 9 prelats. S'explica perquè dos anys abans, el 681, Asfali, el seu predecessor havia assistir al concili anterior. Per tant, la consagració d'Unigi era recent, potser l'any 682. Degué morir vers 687 o 688, any en què apareix documentat ja el seu successor Joan.